# Самир ибн Абдул-Азиз Аль Сауд
Самир бен Абдель Азиз Аль Сауд (араб. ثامر بن عبد العزيز آل سعود‎; 1937 — 27 июня 1958) — саудовский принц, 26-й сын короля Абдул-Азиза.

## Биография
Родился в 1937 году, был сыном короля Абдул-Азиза и его супруги Нуф бинт-Навваф бин-Нури аль-Шаалан.
У принца Самира было два младших родных брата: принц Мамдух (1940—2023) и принц Машхур (род. 1942).
Покончил жизнь самоубийством 27 июня 1958 года, но есть версия, что он погиб в ДТП. Его неожиданная смерть вызвала общественный резонанс.
Его сын Фейсал (род. 1953) — член Совета Верности.
В честь принца назван благотворительный фонд,который помогает бедным и нуждающимся в мусульманских странах.